# Geranomyia neogaudens
Geranomyia neogaudens is een tweevleugelige uit de familie steltmuggen (Limoniidae). De soort komt voor in het Neotropisch gebied.